# Roland Baisch

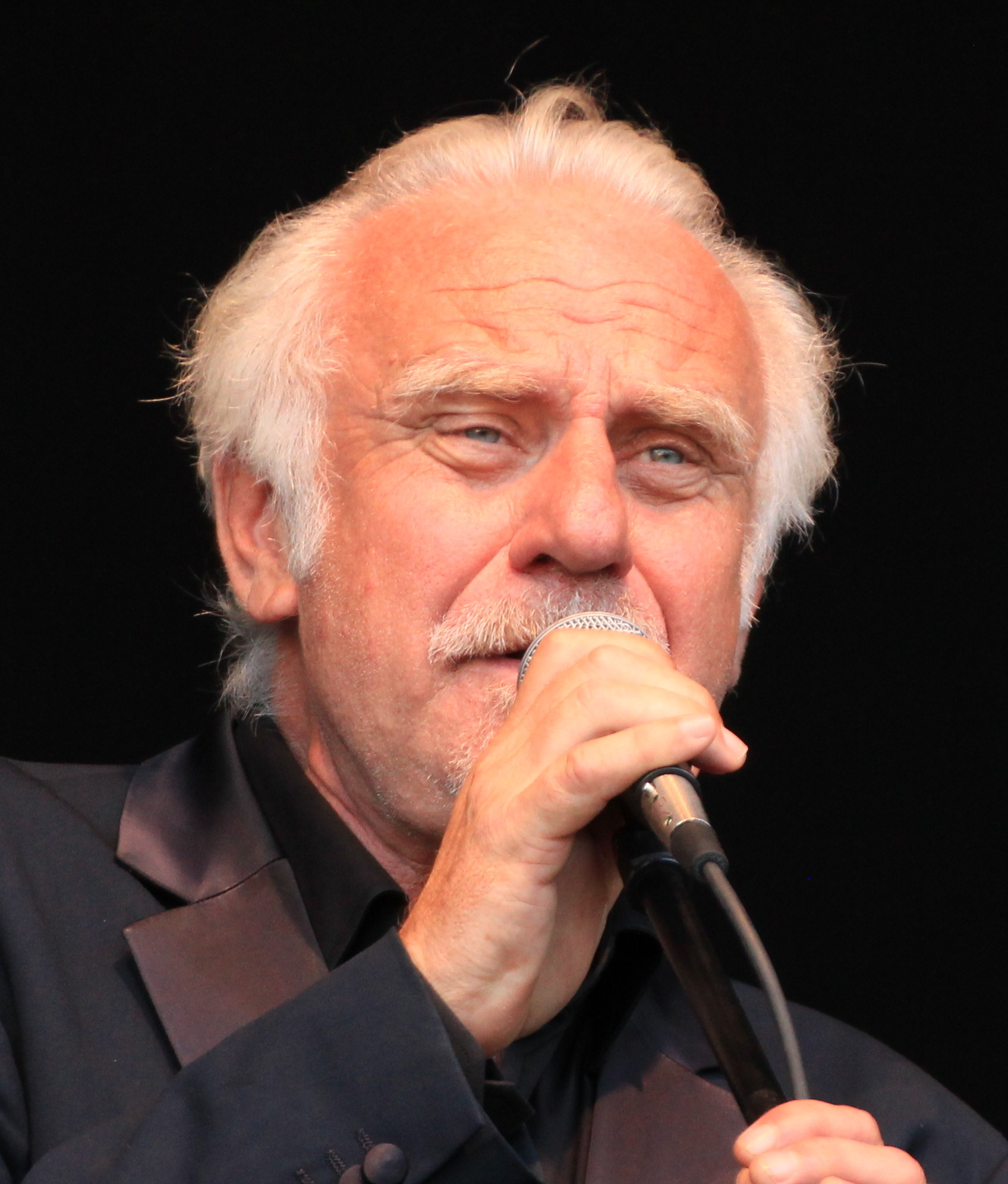
Roland Baisch in Esslingen 2015

Roland Baisch (* 1954 in Stuttgart) ist ein deutscher Entertainer, Moderator und Musiker.

## Leben
Roland Baisch begann 1976 seine Ausbildung als Schauspieler in Amsterdam und Hamburg und wurde 1978 am Staatstheater Braunschweig engagiert. 1979 gehörte er zu den Gründern des Scherbentheaters in Stuttgart. Ab 1980 begann Baisch mit der Entwicklung eigener Stücke, u. a. Microschock, Harakiri a go go u. a. Baisch ging auf Tourneen durch Europa, Westafrika und hat Gastspiele in den USA und Kanada. Für einzelne Projekte arbeitet er mit Badesalz und Jango Edwards zusammen.
1992 folgte die Gründung der Comedygruppe Shy Guys. Ab Anfang der 1990er Jahre entwickelte Roland Baisch auch Musicals. 1994 schrieb er das Musical Rats und die Satire Schmonz Show. Das Rap-Musical Live is a party we´re not invited gastierte am Broadway im Douglas Fairbanks Theater. Beim Comedy-Festival Just for laugh gastierte Roland Baisch mit den Shy Guys in Montreal. Er arbeitete mit Otto Kuhnle und dem Regisseur von Monty Python, Ian MacNaughton, zusammen. Baisch spielte Countrysongs mit einer eigenen Band wie auch mit seiner Swing Band, dem Count Baischy Swingtett (früher Count Baischy Orchester).
Mit dem Einstieg als Gag-Autor für Harald Schmidt kam Baisch 1996 zum Fernsehen. Er wurde Autor und Schauspieler in der Pro 7 Serie Comedy Factory. Es folgten Nominierungen für die Rose von Montreux sowie den Goldenen Löwen.
Er wirkte als Darsteller in Otomo (Regie Frieder Schlaich), Fensterspiele (Regie Barbara Rohm) und Maren Giltzers Show (MDR) mit. 2001 komponierte Baisch die Filmmusik für den Spielfilm Santa Smokes und erhielt dafür den Studio Hamburg Filmpreis. 2016 erhielt er den Kleinkunstpreis Baden-Württemberg.

## Auftritte und Produktionen

### Theater
- 1978: Streetshow
- 1979: Nightshow
- 1980: Banale Grande
- 1981: Body and Soap
- 1988: Live is a party we are not invited
- 1990: Mixtour
- 1992: Der Bunte Abend
- 1994: Schmonz Show
- 1998: Best of Shy Guys
- 2000: Roland Baisch und das Count Baischy Orchester (Jazzluder)
- 2004: Alles muss raus
- 2007: Männerabend Theaterstück mit Michael Schiller und Martin Luding (Autoren Michael Schiller/Luding/Baisch)
- 2010: Der Graue Star
- 2012: Countryboy
- 2014: Der bunte Abend kehrt zurück (Mit Otto Kuhnle)
- 2017: Letzte Ausfahrt Bali (Männerabend 2 mit Martin Luding)
- 2018: Ein bisschen swing muss sein (Count Baisch Orchester mit Thilo Wagner, Frank Wekenmann und Veit Hübner)
- 2019: Wie haben sie das gemacht, Herr Baisch (mit Clemens Winterhalter)

### TV-Shows
- 1996–1998: Comedy Factory (ProSieben)
- 2000: Brisco Schneider Show, Darsteller (Sat.1)
- 2000: Freitag Nacht News (RTL)
- 2000: Das Amt (RTL)
- 2000: Roland Baisch und das Count Baischy Orchester (Premiere)
- 2001: Mircomania (Sat.1)
- 2001: Klinikum Mitte (ProSieben)
- 2001: Das TV-Quartett (Mit Hella von Sinnen, Hugo Egon Balder, Wigald Boning)
- 2002: Bravo TV (ZDF)
- 2003: Reklame! (Kabel 1) (Moderation mit Ruth Moschner)
- 2007: Alles außer Sex (ProSieben)

### Musik
- 2005: CD Count Baischy Orchester: Jazzluder
- 2008: CD-Produktion Countryboy